# Mercedes Farriols
Mercedes Farriols (Buenos Aires, Argentina, 29 de junio de 1956) es una artista social, escritora, directora de teatro, cineasta, actriz y educadora argentina.

## Biografía
Escribió 28 obras de teatro, poesía, novelas, cuentos, ensayos, artículos sobre teatro, guiones de cine y televisión. Artista comprometida con la Paz en el Planeta, el medio ambiente y el reciclaje.
Discípula del maestro Darío Fo y Vittorio Gassman, en danza de los maestros de Rodolfo Dantón y Puchi Zambrano, del músico y maestro de canto Nicolás Amato (1983 - 2003) y discípula de la artista plástica española Luisa Reisner durante 8 años.
Estudió Letras en la Universidad de Buenos Aires y filosofía en la Universitá Degli Studi di Milano, donde en 1983 escribió en italiano para la colección La Colina, junto a Inisero Cremaschi, Gilda Musa y Claudio Ferrari.
Frecuentó la Escuela de Danza Contemporánea del Teatro Municipal San Martín (1974 - 1977) bajo la Dirección del Maestro Juan Falzone.  
Se formó como actriz con Carlos Gandolfo (1983 - 1984), Carlos Rivas (1984 - 1985) y Augusto Fernandes (1995 - 1999).
Frecuenta Escuela Ingar Bergman en Estocolmo.
Durante 15 años hizo adaptaciones libres de las obras de Moliere del año 1985 al 2000, junto al Gobierno Francés con el prestigioso Teatro Molière en su conducción, como autora y actriz, recorriendo toda América Latina y Europa. Estrena en el año 1995 en la Feria Internacional del Libro de Buenos Aires.
Trabajó durante 10 años para la Diputación Foral de Vizcaya en el Área de Igualdad con su obra Encarnación e impartiendo Talleres sobre Creatividad, Igualdad y Libertad.
Enseña escritura en la Universidad del País Vasco  (2001 - 2010) donde dirige una colección de libros durante 6 años.
Titular de la Cátedra de Guion Profesional en el ISER de Buenos Aires (2000 -  2005).
En 2000 recibe el Premio Argentores con sus obras de teatro "¿Si mañana crepo?" y "Trilogía de muerte" y gana la Beca Nacional de Creación del Fondo Nacional de las Artes.
Durante el año 2001, la obra "Encarnación" estrena como protagonista en Casa de América Madrid y en Paseo la Plaza en Buenos Aires, dónde también estrena "Bolena, monólogo para una cabeza" publicada en España, Argentina y México. Dirige a la actriz Anahí Allué en Ciudad de México y asiste al Festival de Cádiz, España. Estrena "Detodoloquenoseve" publicada por Nueva Generación en Buenos Aires, Santiago de Chile, México y España. Publica en México "El pozo que iluminó la muerte". Permanece en gira hasta el año 2006 como Actriz (Argentina y España)
En el año 2003, escribe y dirige "MIMU, Mujer Indígena, Mujer Urbana" en el Hemispheric Institute New York.
En el 2006 estrena su primer largometraje "Olga, Victoria Olga" en Shanghái, Goa, Pune, Chenai, New Delhi, Auroville, Italia, Polonia, Portugal, Israel, Chile, Colombia y Argentina. La película obtuvo el premio a mejor banda sonora en el Festival de Cine Latinoamericano de Trieste, Italia y fue reconocida como mejor película extranjera en el quinto Festival Internacional de Cine de Eilat, en la frontera entre Israel y Jordania, cuyo objetivo es "transmitir valores de convivencia y paz a través del cine". También recibe el Premio Especial del Jurado India La banda sonora estuvo a cargo de Federico Jusid, llevó dos años de trabajo e incluyó una grabación con la Orquesta Sinfónica de Bratislava en Eslovaquia. Además, "Olga, Victoria Olga" recibió el premio especial del jurado en el Festival Internacional de Cine de Pune, India y formó parte de la selección oficial del Festival Internacional de Cine de Shanghái de 2007, donde recibió críticas muy positivas de la prensa asiática especializada. En 2006, la película fue declarada de interés nacional por el Senado de la Nación Argentina.
Farriols realizó el estreno en el 2009, su segundo largometraje "4 3 2 Uno" en El Cairo, Pune, Goa, Chennai, Daca, Auroville y en Argentina.

## Obras literarias

### Novelas
- Isla blanca, Catherina (2003)
- Quién goza a quién? (2004)
- Señores Padres (2008)

### Poemas
- Aún equilibrio (2004)
- Soñar bajo sombrilla (2005)
- Alto o bajo (2005)
- Éxtasis cósmica (2006)
- Susurrar contra uno mismo (2009)
- Renacimiento circular (2009)
- Bucle gravitátonico (2016)

### Teatro
- Jugando con Moliere (1995)
- El enfermo imaginario (edición de Moliere) (1996)
- La Lupa (1999)
- La Lupa 2 (1999)
- ¿Si mañana crepo? (1999)
- Miserias domésticas: Lo hago por vos (2000)
- Encarnación (2001)
- Espejito dime tú (2001)
- Es o no es? (obra inédita) (2001)
- El pozo que iluminó la muerte (2001)
- Bolena, monólogo para una cabeza (2001)
- Detodoloquenoseve (2001)
- MIMU, Mujer Indígena, Mujer Urbana (2003)
- Ah. Me olvidaba la mucama te roba (2010)
- Trilogía de Muerte (2000)
- Propietarias del Universo (2016)
- Colgado en el espacio... del ropero (2016)
- Yo nací para esperarte, Pedro (2017)
- 100.000 créditos
- Por cambiar de sexo
- Todos vienen a mi
- Más que perdidas
- Los Nazis
- Que no se note
- Hermanos
- Escuela de mujeres
- Cómo dijo?
- Palomita Blanca
- Moliere XXI

### Televisión
- Telefe (1998)
- Mi Ex (1998)
- Señoras sin señores (1998 - 1999)

## Filmografía
| Año  | Título                                               | Notas                                                  |
| ---- | ---------------------------------------------------- | ------------------------------------------------------ |
| 2006 | Olga, Victoria Olga (Largometraje)                   | Guion, Dirección                                       |
| 2009 | 4 3 2 Uno (Largometraje)                             | Guion, Dirección                                       |
| 2010 | Dreaming of you (Cortometraje)                       | Guion, Dirección                                       |
| 2010 | Granny (Cortometraje)                                | Guion, Dirección                                       |
| 2010 | In the air (Cortometraje)                            | Guion: Nuria Ayala Ruiz, Dirección: Mercedes Farriols. |
| 2010 | 2010 (Cortometraje)                                  | Guion, Dirección                                       |
| 2012 | Inside Outside (Largometraje)                        | Guion, Dirección                                       |
| 2012 | Dump Planet (Largometraje)                           | Guion, Dirección                                       |
| 2013 | The self’s ourselves (Cortometraje)                  | Guion, Dirección                                       |
| 2014 | Creatividad Equidad Libertad (Cortometraje)          | Guion, Dirección                                       |
| 2014 | Causa o Consecuencia? Neuronas Espejo (Cortometraje) | Guion, Dirección                                       |
| 2015 | Placenta, arte que nos cuida (Largometraje)          | Guion, Dirección                                       |
| 2016 | Qué planeta dejaremos? (Cortometraje)                | Guion, Dirección                                       |
| 2018 | Espiral Cósmica (Largometraje)                       | Guion, Dirección                                       |
| 2019 | Contrastes, extirpando máscaras (Largometraje)       | Guion, Dirección                                       |